# Land Kalisz

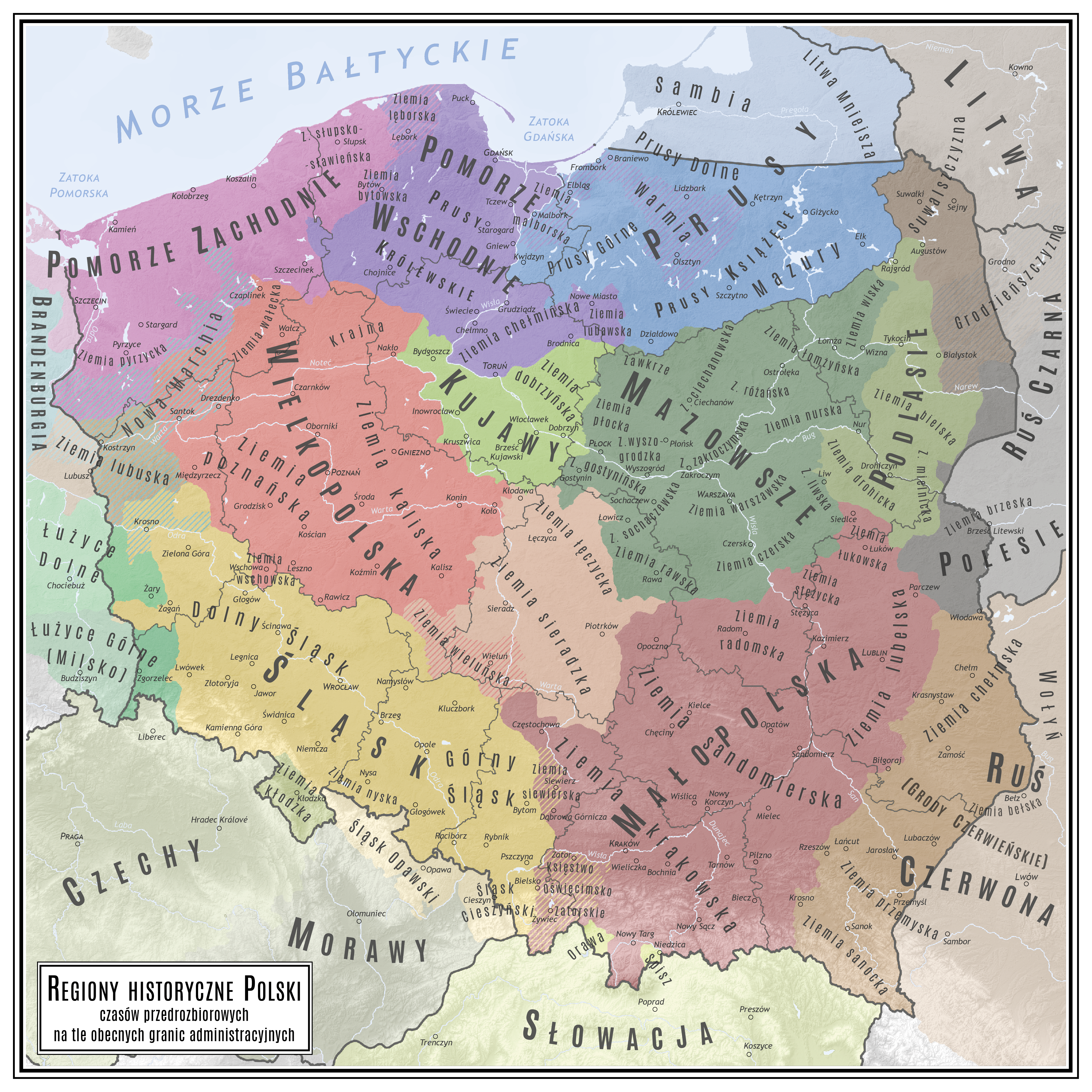
Land Kalisz in der Mitte Polens

Das Land Kalisz (polnisch: Ziemia kaliska, lateinisch: Terra Calisiensis) ist eine polnische Landschaft in Zentralpolen an der mittleren Warthe. Es schließt südlich und südwestlich an die Krajna und Kujawien an und umfasst etwa den östlichen Teil der Woiwodschaft Großpolen. Westlich liegt das Posener Land und südlich das Weluner Land. Im Osten grenzt es an das Land Łęczyca und das Land Sieradz. Der Name leitet sich von der Stadt Kalisz ab. Größere Städte sind Gnesen und Konin.

## Geschichte
Das Land Kalisz war ab 1138 Teil der Senioratsprovinz und war Stammland von Seniorherzog Mieszko III. Zeitweise verlor er es an Kasimir II. Er erhielt auf dem Kongress in Łęczyca das Land Kalisz zurück. 1314 wurde es in die Woiwodschaft Kalisz umgewandelt. Heute ist die Region Teil der Woiwodschaft Großpolen.